# 1978年のアメリカンリーグチャンピオンシップシリーズ
1978年の野球において、メジャーリーグベースボール（MLB）のポストシーズンは10月3日に開幕した。アメリカンリーグの第10回リーグチャンピオンシップシリーズ（10th American League Championship Series、以下「リーグ優勝決定戦」と表記）は、同日から7日にかけて計4試合が開催された。その結果、ニューヨーク・ヤンキース（東地区）がカンザスシティ・ロイヤルズ（西地区）を3勝1敗で下し、3年連続32回目のリーグ優勝およびワールドシリーズ進出を果たした。
この年のレギュラーシーズンでは両球団は11試合対戦し、ロイヤルズが6勝5敗と勝ち越していた。今シリーズ第3戦ではロイヤルズのジョージ・ブレットが、前年ワールドシリーズ第6戦のレジー・ジャクソン以来史上4人目・5度目となるポストシーズンでの1試合3本塁打を達成した。しかしこの試合はヤンキースが逆転勝利し、シリーズもヤンキースが制した。両球団がリーグ優勝決定戦で対戦するのは3年連続3度目で、全てヤンキースが勝利している。この結果にブレットは「うちのファンも地元記者も、この国にいる人間は誰一人として俺たちが勝てるなんて思っちゃいない」と述べた。このあとヤンキースは、ワールドシリーズでもナショナルリーグ王者ロサンゼルス・ドジャースを4勝2敗で下し、2年連続22度目の優勝を成し遂げた。

## 試合結果
1978年のアメリカンリーグ優勝決定戦は10月3日に開幕し、途中に移動日を挟んで5日間で4試合が行われた。日程・結果は以下の通り。
| 日付                                                     | 試合  | ビジター球団（先攻）       | スコア | ホーム球団（後攻）         | 開催球場               | 開催球場                                   |
| -------------------------------------------------------- | ----- | -------------------------- | ------ | -------------------------- | ---------------------- | ------------------------------------------ |
| 10月03日（火）                                           | 第1戦 | ニューヨーク・ヤンキース   | 7－1   | カンザスシティ・ロイヤルズ | ロイヤルズ・スタジアム | ロイヤルズ・スタジアムヤンキー・スタジアム |
| 10月04日（水）                                           | 第2戦 | ニューヨーク・ヤンキース   | 4－10  | カンザスシティ・ロイヤルズ | ロイヤルズ・スタジアム | ロイヤルズ・スタジアムヤンキー・スタジアム |
| 10月05日（木）                                           |       | 移動日                     | 移動日 | 移動日                     |                        | ロイヤルズ・スタジアムヤンキー・スタジアム |
| 10月06日（金）                                           | 第3戦 | カンザスシティ・ロイヤルズ | 5－6   | ニューヨーク・ヤンキース   | ヤンキー・スタジアム   | ロイヤルズ・スタジアムヤンキー・スタジアム |
| 10月07日（土）                                           | 第4戦 | カンザスシティ・ロイヤルズ | 1－2   | ニューヨーク・ヤンキース   | ヤンキー・スタジアム   | ロイヤルズ・スタジアムヤンキー・スタジアム |
| 優勝：ニューヨーク・ヤンキース（3勝1敗 / 3年連続32度目） |       |                            |        |                            |                        | ロイヤルズ・スタジアムヤンキー・スタジアム |

### 第1戦 10月3日
- ロイヤルズ・スタジアム（ミズーリ州カンザスシティ）

|                            | 1 | 2 | 3 | 4 | 5 | 6 | 7 | 8 | 9 | R | H  | E |
| -------------------------- | - | - | - | - | - | - | - | - | - | - | -- | - |
| ニューヨーク・ヤンキース   | 0 | 1 | 1 | 0 | 2 | 0 | 0 | 3 | 0 | 7 | 16 | 0 |
| カンザスシティ・ロイヤルズ | 0 | 0 | 0 | 0 | 0 | 1 | 0 | 0 | 0 | 1 | 2  | 2 |

1. 勝利：ジム・ビーティー（1勝）
2. セーブ：ケン・クレイ（S）
3. 敗戦：デニス・レナード（1敗）
4. 本塁打
NYY：レジー・ジャクソン1号3ラン
5. 審判
［球審］ルー・ディミュロ
［塁審］一塁: リッチ・ガルシア、二塁: ロン・ルチアーノ、三塁: ビル・カンケル
［外審］左翼: デーブ・フィリップス、右翼: テリー・クーニー
6. 試合開始時刻: 中部夏時間（UTC-5）午後7時30分  試合時間: 2時間57分  観客: 4万1143人  気温: 68°F（20°C）
詳細: Baseball-Reference.com

| ニューヨーク・ヤンキース | ニューヨーク・ヤンキース | ニューヨーク・ヤンキース | ニューヨーク・ヤンキース | ニューヨーク・ヤンキース                                                                                            | カンザスシティ・ロイヤルズ | カンザスシティ・ロイヤルズ | カンザスシティ・ロイヤルズ | カンザスシティ・ロイヤルズ | カンザスシティ・ロイヤルズ                                                                                           |
| ------------------------ | ------------------------ | ------------------------ | ------------------------ | --- | -------------------------- | -------------------------- | -------------------------- | -------------------------- | --- |
| 打順                     | 守備                     | 選手                     | 打席                     | J・ビーティーT・マンソンC・チャン · ブリスB・ドイルG・ネトルズB・デントR・ホワイトM・リバースL・ピネラR・ジャクソン | 打順                       | 守備                       | 選手                       | 打席                       | D・レナードD・ポーターP・ラコックF・ホワイトG・ブレットF・パテックS・ブラウンA・オーティスA・コーウェンズH・マクレー |
| 1                        | 中                       | M・リバース              | 左                       | J・ビーティーT・マンソンC・チャン · ブリスB・ドイルG・ネトルズB・デントR・ホワイトM・リバースL・ピネラR・ジャクソン | 1                          | 左                         | S・ブラウン                | 左                         | D・レナードD・ポーターP・ラコックF・ホワイトG・ブレットF・パテックS・ブラウンA・オーティスA・コーウェンズH・マクレー |
| 2                        | 捕                       | T・マンソン              | 右                       | J・ビーティーT・マンソンC・チャン · ブリスB・ドイルG・ネトルズB・デントR・ホワイトM・リバースL・ピネラR・ジャクソン | 2                          | 三                         | G・ブレット                | 左                         | D・レナードD・ポーターP・ラコックF・ホワイトG・ブレットF・パテックS・ブラウンA・オーティスA・コーウェンズH・マクレー |
| 3                        | 右                       | L・ピネラ                | 右                       | J・ビーティーT・マンソンC・チャン · ブリスB・ドイルG・ネトルズB・デントR・ホワイトM・リバースL・ピネラR・ジャクソン | 3                          | 中                         | A・オーティス              | 右                         | D・レナードD・ポーターP・ラコックF・ホワイトG・ブレットF・パテックS・ブラウンA・オーティスA・コーウェンズH・マクレー |
| 4                        | DH                       | R・ジャクソン            | 左                       | J・ビーティーT・マンソンC・チャン · ブリスB・ドイルG・ネトルズB・デントR・ホワイトM・リバースL・ピネラR・ジャクソン | 4                          | 捕                         | D・ポーター                | 左                         | D・レナードD・ポーターP・ラコックF・ホワイトG・ブレットF・パテックS・ブラウンA・オーティスA・コーウェンズH・マクレー |
| 5                        | 三                       | G・ネトルズ              | 左                       | J・ビーティーT・マンソンC・チャン · ブリスB・ドイルG・ネトルズB・デントR・ホワイトM・リバースL・ピネラR・ジャクソン | 5                          | 一                         | P・ラコック                | 左                         | D・レナードD・ポーターP・ラコックF・ホワイトG・ブレットF・パテックS・ブラウンA・オーティスA・コーウェンズH・マクレー |
| 6                        | 一                       | C・チャンブリス          | 左                       | J・ビーティーT・マンソンC・チャン · ブリスB・ドイルG・ネトルズB・デントR・ホワイトM・リバースL・ピネラR・ジャクソン | 6                          | DH                         | H・マクレー                | 右                         | D・レナードD・ポーターP・ラコックF・ホワイトG・ブレットF・パテックS・ブラウンA・オーティスA・コーウェンズH・マクレー |
| 7                        | 左                       | R・ホワイト              | 両                       | J・ビーティーT・マンソンC・チャン · ブリスB・ドイルG・ネトルズB・デントR・ホワイトM・リバースL・ピネラR・ジャクソン | 7                          | 右                         | A・コーウェンズ            | 右                         | D・レナードD・ポーターP・ラコックF・ホワイトG・ブレットF・パテックS・ブラウンA・オーティスA・コーウェンズH・マクレー |
| 8                        | 二                       | B・ドイル                | 左                       | J・ビーティーT・マンソンC・チャン · ブリスB・ドイルG・ネトルズB・デントR・ホワイトM・リバースL・ピネラR・ジャクソン | 8                          | 遊                         | F・パテック                | 右                         | D・レナードD・ポーターP・ラコックF・ホワイトG・ブレットF・パテックS・ブラウンA・オーティスA・コーウェンズH・マクレー |
| 9                        | 遊                       | B・デント                | 右                       | J・ビーティーT・マンソンC・チャン · ブリスB・ドイルG・ネトルズB・デントR・ホワイトM・リバースL・ピネラR・ジャクソン | 9                          | 二                         | F・ホワイト                | 右                         | D・レナードD・ポーターP・ラコックF・ホワイトG・ブレットF・パテックS・ブラウンA・オーティスA・コーウェンズH・マクレー |
| 先発投手                 | 先発投手                 | 先発投手                 | 投球                     | J・ビーティーT・マンソンC・チャン · ブリスB・ドイルG・ネトルズB・デントR・ホワイトM・リバースL・ピネラR・ジャクソン | 先発投手                   | 先発投手                   | 先発投手                   | 投球                       | D・レナードD・ポーターP・ラコックF・ホワイトG・ブレットF・パテックS・ブラウンA・オーティスA・コーウェンズH・マクレー |
| J・ビーティー            | J・ビーティー            | J・ビーティー            | 右                       | J・ビーティーT・マンソンC・チャン · ブリスB・ドイルG・ネトルズB・デントR・ホワイトM・リバースL・ピネラR・ジャクソン | D・レナード                | D・レナード                | D・レナード                | 右                         | D・レナードD・ポーターP・ラコックF・ホワイトG・ブレットF・パテックS・ブラウンA・オーティスA・コーウェンズH・マクレー |

この年、レギュラーシーズン当初予定の162試合が終了した時点で、東地区ではヤンキースとボストン・レッドソックスが99勝63敗・勝率.611で同率首位となった。そのため10月2日、地区優勝決定ワンゲームプレイオフがレッドソックスの本拠地フェンウェイ・パークで開催され、ヤンキースが5－4で勝利した。ヤンキースはマサチューセッツ州ボストンからミズーリ州カンザスシティへ乗り込み、移動日なしで今シリーズ初戦に臨んだ。エースのロン・ギドリーが前日のワンゲームプレイオフで先発したため、この日の先発投手には新人のジム・ビーティーを起用した。
ロイヤルズの先発投手デニス・レナードに対し、ヤンキースは序盤の4イニング連続で走者を得点圏へ進める。初回表こそ二死二・三塁から5番グレイグ・ネトルズが中飛に倒れたものの、2回表は二死二塁から9番バッキー・デントの適時打で先制点を奪い、3回表には二死二塁から5番ネトルズの適時三塁打で2点目を挙げた。4回表二死一・三塁が無得点で終了後、5回表の先頭打者ルー・ピネラが出塁したところで、ロイヤルズはレナードからスティーブ・ミンゴリへ継投した。ヤンキースは一死一・三塁と好機を広げ、6番クリス・チャンブリスと8番ブライアン・ドイルの適時打で4－0とした。
ビーティーは、相手打線に得点を許さないまま最初の5イニングを終えた。6回裏、ロイヤルズは先頭打者ジョージ・ブレットの二塁打を足がかりに一死満塁とし、ビーティーを降板に追い込む。2番手投手ケン・クレイから6番ハル・マクレーが犠牲フライを放ち、ロイヤルズは1点を返したが反撃はこれのみで止まった。8回表にはヤンキースが4番レジー・ジャクソンの3点本塁打で突き放し、クレイは7回から試合終了までを無失点で投げきった。

### 第2戦 10月4日
- ロイヤルズ・スタジアム（ミズーリ州カンザスシティ）

|                            | 1 | 2 | 3 | 4 | 5 | 6 | 7 | 8 | 9 | R  | H  | E |
| -------------------------- | - | - | - | - | - | - | - | - | - | -- | -- | - |
| ニューヨーク・ヤンキース   | 0 | 0 | 0 | 0 | 0 | 0 | 2 | 2 | 0 | 4  | 12 | 1 |
| カンザスシティ・ロイヤルズ | 1 | 4 | 0 | 0 | 0 | 0 | 3 | 2 | X | 10 | 16 | 1 |

1. 勝利：ラリー・グラ（1勝）
2. 敗戦：エド・フィゲロア（1敗）
3. 本塁打
KC：フレディ・パテック1号2ラン
4. 審判
［球審］リッチ・ガルシア
［塁審］一塁: ロン・ルチアーノ、二塁: ビル・カンケル、三塁: デーブ・フィリップス
［外審］左翼: テリー・クーニー、右翼: ルー・ディミュロ
5. 試合開始時刻: 中部夏時間（UTC-5）午後2時30分  試合時間: 2時間42分  観客: 4万1158人  気温: 82°F（27.8°C）
詳細: Baseball-Reference.com

| ニューヨーク・ヤンキース | ニューヨーク・ヤンキース | ニューヨーク・ヤンキース | ニューヨーク・ヤンキース | ニューヨーク・ヤンキース                                                                                                | カンザスシティ・ロイヤルズ | カンザスシティ・ロイヤルズ | カンザスシティ・ロイヤルズ | カンザスシティ・ロイヤルズ | カンザスシティ・ロイヤルズ                                                                                       |
| ------------------------ | ------------------------ | ------------------------ | ------------------------ | --- | -------------------------- | -------------------------- | -------------------------- | -------------------------- | --- |
| 打順                     | 守備                     | 選手                     | 打席                     | E・フィゲロアT・マンソンC・チャン · ブリスF・スタンリーG・ネトルズB・デントL・ピネラM・リバースR・ジャクソンR・ホワイト | 打順                       | 守備                       | 選手                       | 打席                       | L・グラD・ポーターP・ラコックF・ホワイトG・ブレットF・パテックC・ハードルA・オーティスA・コーウェンズH・マクレー |
| 1                        | 中                       | M・リバース              | 左                       | E・フィゲロアT・マンソンC・チャン · ブリスF・スタンリーG・ネトルズB・デントL・ピネラM・リバースR・ジャクソンR・ホワイト | 1                          | 三                         | G・ブレット                | 左                         | L・グラD・ポーターP・ラコックF・ホワイトG・ブレットF・パテックC・ハードルA・オーティスA・コーウェンズH・マクレー |
| 2                        | 捕                       | T・マンソン              | 右                       | E・フィゲロアT・マンソンC・チャン · ブリスF・スタンリーG・ネトルズB・デントL・ピネラM・リバースR・ジャクソンR・ホワイト | 2                          | DH                         | H・マクレー                | 右                         | L・グラD・ポーターP・ラコックF・ホワイトG・ブレットF・パテックC・ハードルA・オーティスA・コーウェンズH・マクレー |
| 3                        | 左                       | L・ピネラ                | 右                       | E・フィゲロアT・マンソンC・チャン · ブリスF・スタンリーG・ネトルズB・デントL・ピネラM・リバースR・ジャクソンR・ホワイト | 3                          | 中                         | A・オーティス              | 右                         | L・グラD・ポーターP・ラコックF・ホワイトG・ブレットF・パテックC・ハードルA・オーティスA・コーウェンズH・マクレー |
| 4                        | 右                       | R・ジャクソン            | 左                       | E・フィゲロアT・マンソンC・チャン · ブリスF・スタンリーG・ネトルズB・デントL・ピネラM・リバースR・ジャクソンR・ホワイト | 4                          | 捕                         | D・ポーター                | 左                         | L・グラD・ポーターP・ラコックF・ホワイトG・ブレットF・パテックC・ハードルA・オーティスA・コーウェンズH・マクレー |
| 5                        | 三                       | G・ネトルズ              | 左                       | E・フィゲロアT・マンソンC・チャン · ブリスF・スタンリーG・ネトルズB・デントL・ピネラM・リバースR・ジャクソンR・ホワイト | 5                          | 一                         | P・ラコック                | 左                         | L・グラD・ポーターP・ラコックF・ホワイトG・ブレットF・パテックC・ハードルA・オーティスA・コーウェンズH・マクレー |
| 6                        | 一                       | C・チャンブリス          | 左                       | E・フィゲロアT・マンソンC・チャン · ブリスF・スタンリーG・ネトルズB・デントL・ピネラM・リバースR・ジャクソンR・ホワイト | 6                          | 左                         | C・ハードル                | 左                         | L・グラD・ポーターP・ラコックF・ホワイトG・ブレットF・パテックC・ハードルA・オーティスA・コーウェンズH・マクレー |
| 7                        | DH                       | R・ホワイト              | 両                       | E・フィゲロアT・マンソンC・チャン · ブリスF・スタンリーG・ネトルズB・デントL・ピネラM・リバースR・ジャクソンR・ホワイト | 7                          | 右                         | A・コーウェンズ            | 右                         | L・グラD・ポーターP・ラコックF・ホワイトG・ブレットF・パテックC・ハードルA・オーティスA・コーウェンズH・マクレー |
| 8                        | 二                       | F・スタンリー            | 右                       | E・フィゲロアT・マンソンC・チャン · ブリスF・スタンリーG・ネトルズB・デントL・ピネラM・リバースR・ジャクソンR・ホワイト | 8                          | 遊                         | F・パテック                | 右                         | L・グラD・ポーターP・ラコックF・ホワイトG・ブレットF・パテックC・ハードルA・オーティスA・コーウェンズH・マクレー |
| 9                        | 遊                       | B・デント                | 右                       | E・フィゲロアT・マンソンC・チャン · ブリスF・スタンリーG・ネトルズB・デントL・ピネラM・リバースR・ジャクソンR・ホワイト | 9                          | 二                         | F・ホワイト                | 右                         | L・グラD・ポーターP・ラコックF・ホワイトG・ブレットF・パテックC・ハードルA・オーティスA・コーウェンズH・マクレー |
| 先発投手                 | 先発投手                 | 先発投手                 | 投球                     | E・フィゲロアT・マンソンC・チャン · ブリスF・スタンリーG・ネトルズB・デントL・ピネラM・リバースR・ジャクソンR・ホワイト | 先発投手                   | 先発投手                   | 先発投手                   | 投球                       | L・グラD・ポーターP・ラコックF・ホワイトG・ブレットF・パテックC・ハードルA・オーティスA・コーウェンズH・マクレー |
| E・フィゲロア            | E・フィゲロア            | E・フィゲロア            | 右                       | E・フィゲロアT・マンソンC・チャン · ブリスF・スタンリーG・ネトルズB・デントL・ピネラM・リバースR・ジャクソンR・ホワイト | L・グラ                    | L・グラ                    | L・グラ                    | 左                         | L・グラD・ポーターP・ラコックF・ホワイトG・ブレットF・パテックC・ハードルA・オーティスA・コーウェンズH・マクレー |

ロイヤルズは初回裏、一死二・三塁から4番ダレル・ポーターの犠牲フライで先制する。2回裏には、先頭打者クリント・ハードルからの連打で無死一・二塁とすると、8番フレディ・パテックの内野ゴロを遊撃手バッキー・デントが悪送球する間にハードルが生還、次打者フランク・ホワイトも2点適時打で続いた。ヤンキースは先発投手エド・フィゲロアをここでマウンドから降ろし、ディック・ティドローへ継投したが、ロイヤルズは二死一・三塁から4番ポーターの適時打でさらにもう1点を加えた。ヤンキースは7回表に相手先発投手ラリー・グラを捉え、9番デントの2点適時打で3点差とする。しかしその後、一死一・三塁でロイヤルズはグラからマーティー・パッティンへ継投、パッティンはヤンキースに追加点を許さなかった。その裏、ロイヤルズは6番ハードルの適時三塁打と8番パテックの2点本塁打で点差を6点に広げた。8回は両チームとも2点ずつを追加し、10－4でロイヤルズが勝利した。

### 第3戦 10月6日
- ヤンキー・スタジアム（ニューヨーク州ニューヨーク市ブロンクス区）

|                            | 1 | 2 | 3 | 4 | 5 | 6 | 7 | 8 | 9 | R | H  | E |
| -------------------------- | - | - | - | - | - | - | - | - | - | - | -- | - |
| カンザスシティ・ロイヤルズ | 1 | 0 | 1 | 0 | 1 | 0 | 0 | 2 | 0 | 5 | 10 | 1 |
| ニューヨーク・ヤンキース   | 0 | 1 | 0 | 2 | 0 | 1 | 0 | 2 | X | 6 | 10 | 0 |

1. 勝利：リッチ・ゴセージ（1勝）
2. 敗戦：ダグ・バード（1敗）
3. 本塁打
KC：ジョージ・ブレット1号ソロ・2号ソロ・3号ソロ
NYY：レジー・ジャクソン2号ソロ、サーマン・マンソン1号2ラン
4. 審判
［球審］ロン・ルチアーノ
［塁審］一塁: ビル・カンケル、二塁: デーブ・フィリップス、三塁: テリー・クーニー
［外審］左翼: ルー・ディミュロ、右翼: リッチ・ガルシア
5. 試合開始時刻: 東部夏時間（UTC-4）午後3時35分  試合時間: 2時間13分  観客: 5万5445人  気温: 71°F（21.7°C）
詳細: Baseball-Reference.com

| カンザスシティ・ロイヤルズ | カンザスシティ・ロイヤルズ | カンザスシティ・ロイヤルズ | カンザスシティ・ロイヤルズ | カンザスシティ・ロイヤルズ                                                                                                 | ニューヨーク・ヤンキース | ニューヨーク・ヤンキース | ニューヨーク・ヤンキース | ニューヨーク・ヤンキース | ニューヨーク・ヤンキース                                                                                              |
| -------------------------- | -------------------------- | -------------------------- | -------------------------- | --- | ------------------------ | ------------------------ | ------------------------ | ------------------------ | --- |
| 打順                       | 守備                       | 選手                       | 打席                       | P・スプリットオフD・ポーターP・ラコックF・ホワイトG・ブレットF・パテックC・ハードルA・オーティスA・コーウェンズH・マクレー | 打順                     | 守備                     | 選手                     | 打席                     | C・ハンターT・マンソンC・チャン · ブリスF・スタンリーG・ネトルズB・デントR・ホワイトM・リバースL・ピネラR・ジャクソン |
| 1                          | 三                         | G・ブレット                | 左                         | P・スプリットオフD・ポーターP・ラコックF・ホワイトG・ブレットF・パテックC・ハードルA・オーティスA・コーウェンズH・マクレー | 1                        | 中                       | M・リバース              | 左                       | C・ハンターT・マンソンC・チャン · ブリスF・スタンリーG・ネトルズB・デントR・ホワイトM・リバースL・ピネラR・ジャクソン |
| 2                          | DH                         | H・マクレー                | 右                         | P・スプリットオフD・ポーターP・ラコックF・ホワイトG・ブレットF・パテックC・ハードルA・オーティスA・コーウェンズH・マクレー | 2                        | 左                       | R・ホワイト              | 両                       | C・ハンターT・マンソンC・チャン · ブリスF・スタンリーG・ネトルズB・デントR・ホワイトM・リバースL・ピネラR・ジャクソン |
| 3                          | 中                         | A・オーティス              | 右                         | P・スプリットオフD・ポーターP・ラコックF・ホワイトG・ブレットF・パテックC・ハードルA・オーティスA・コーウェンズH・マクレー | 3                        | 捕                       | T・マンソン              | 右                       | C・ハンターT・マンソンC・チャン · ブリスF・スタンリーG・ネトルズB・デントR・ホワイトM・リバースL・ピネラR・ジャクソン |
| 4                          | 捕                         | D・ポーター                | 左                         | P・スプリットオフD・ポーターP・ラコックF・ホワイトG・ブレットF・パテックC・ハードルA・オーティスA・コーウェンズH・マクレー | 4                        | DH                       | R・ジャクソン            | 左                       | C・ハンターT・マンソンC・チャン · ブリスF・スタンリーG・ネトルズB・デントR・ホワイトM・リバースL・ピネラR・ジャクソン |
| 5                          | 一                         | P・ラコック                | 左                         | P・スプリットオフD・ポーターP・ラコックF・ホワイトG・ブレットF・パテックC・ハードルA・オーティスA・コーウェンズH・マクレー | 5                        | 右                       | L・ピネラ                | 右                       | C・ハンターT・マンソンC・チャン · ブリスF・スタンリーG・ネトルズB・デントR・ホワイトM・リバースL・ピネラR・ジャクソン |
| 6                          | 左                         | C・ハードル                | 左                         | P・スプリットオフD・ポーターP・ラコックF・ホワイトG・ブレットF・パテックC・ハードルA・オーティスA・コーウェンズH・マクレー | 6                        | 三                       | G・ネトルズ              | 左                       | C・ハンターT・マンソンC・チャン · ブリスF・スタンリーG・ネトルズB・デントR・ホワイトM・リバースL・ピネラR・ジャクソン |
| 7                          | 右                         | A・コーウェンズ            | 右                         | P・スプリットオフD・ポーターP・ラコックF・ホワイトG・ブレットF・パテックC・ハードルA・オーティスA・コーウェンズH・マクレー | 7                        | 一                       | C・チャンブリス          | 左                       | C・ハンターT・マンソンC・チャン · ブリスF・スタンリーG・ネトルズB・デントR・ホワイトM・リバースL・ピネラR・ジャクソン |
| 8                          | 遊                         | F・パテック                | 右                         | P・スプリットオフD・ポーターP・ラコックF・ホワイトG・ブレットF・パテックC・ハードルA・オーティスA・コーウェンズH・マクレー | 8                        | 二                       | F・スタンリー            | 右                       | C・ハンターT・マンソンC・チャン · ブリスF・スタンリーG・ネトルズB・デントR・ホワイトM・リバースL・ピネラR・ジャクソン |
| 9                          | 二                         | F・ホワイト                | 右                         | P・スプリットオフD・ポーターP・ラコックF・ホワイトG・ブレットF・パテックC・ハードルA・オーティスA・コーウェンズH・マクレー | 9                        | 遊                       | B・デント                | 右                       | C・ハンターT・マンソンC・チャン · ブリスF・スタンリーG・ネトルズB・デントR・ホワイトM・リバースL・ピネラR・ジャクソン |
| 先発投手                   | 先発投手                   | 先発投手                   | 投球                       | P・スプリットオフD・ポーターP・ラコックF・ホワイトG・ブレットF・パテックC・ハードルA・オーティスA・コーウェンズH・マクレー | 先発投手                 | 先発投手                 | 先発投手                 | 投球                     | C・ハンターT・マンソンC・チャン · ブリスF・スタンリーG・ネトルズB・デントR・ホワイトM・リバースL・ピネラR・ジャクソン |
| P・スプリットオフ          | P・スプリットオフ          | P・スプリットオフ          | 左                         | P・スプリットオフD・ポーターP・ラコックF・ホワイトG・ブレットF・パテックC・ハードルA・オーティスA・コーウェンズH・マクレー | C・ハンター              | C・ハンター              | C・ハンター              | 右                       | C・ハンターT・マンソンC・チャン · ブリスF・スタンリーG・ネトルズB・デントR・ホワイトM・リバースL・ピネラR・ジャクソン |

ヤンキースの先発投手キャットフィッシュ・ハンターに対し、ロイヤルズはジョージ・ブレットの初回先頭打者本塁打で先制する。ヤンキースも2回裏、4番レジー・ジャクソンのソロ本塁打で同点に追いつく。3回表、1番ブレットがハンターからこの日2本目のソロ本塁打を放ち、ロイヤルズが勝ち越す。ヤンキースは4回裏、一死から3番サーマン・マンソンが二塁打で出塁すると、4番ジャクソンが適時打でマンソンを還して同点とし、さらに5番ルー・ピネラの左前打に相手の失策が絡んでジャクソンが一塁から勝ち越しのホームを踏んだ。5回表、先頭打者ブレットが三たびハンターに本塁打を浴びせ、ロイヤルズが3－3の同点とした。
ヤンキースは、6回裏に一死一・三塁から4番ジャクソンの犠牲フライで勝ち越すと、7回表からハンターに代えてリッチ・ゴセージを登板させた。しかしそのゴセージが8回表、先頭打者エイモス・オーティスの二塁打をきっかけに崩れ、4番ダレル・ポーターの適時打と7番アル・コーウェンズの遊ゴロで逆転を許した。その裏、ヤンキースは一死から2番ロイ・ホワイトを塁に出し、相手先発投手ポール・スプリットオフを降板させる。次打者マンソンが2番手投手ダグ・バードから2点本塁打を放ち、ヤンキースは再び試合をひっくり返した。9回表、ゴセージは1番ブレットにまわる打順を三者凡退に封じ、ヤンキースがリーグ3連覇に王手をかけた。

### 第4戦 10月7日
- ヤンキー・スタジアム（ニューヨーク州ニューヨーク市ブロンクス区）

|                            | 1 | 2 | 3 | 4 | 5 | 6 | 7 | 8 | 9 | R | H | E |
| -------------------------- | - | - | - | - | - | - | - | - | - | - | - | - |
| カンザスシティ・ロイヤルズ | 1 | 0 | 0 | 0 | 0 | 0 | 0 | 0 | 0 | 1 | 7 | 0 |
| ニューヨーク・ヤンキース   | 0 | 1 | 0 | 0 | 0 | 1 | 0 | 0 | X | 2 | 4 | 0 |

1. 勝利：ロン・ギドリー（1勝）
2. セーブ：リッチ・ゴセージ（1勝1S）
3. 敗戦：デニス・レナード（2敗）
4. 本塁打
NYY：グレイグ・ネトルズ1号ソロ、ロイ・ホワイト1号ソロ
5. 審判
［球審］ビル・カンケル
［塁審］一塁: デーブ・フィリップス、二塁: テリー・クーニー、三塁: ルー・ディミュロ
［外審］左翼: リッチ・ガルシア、右翼: ロン・ルチアーノ
6. 試合開始時刻: 東部夏時間（UTC-4）午後8時30分  試合時間: 2時間20分  観客: 5万6356人  気温: 58°F（14.4°C）
詳細: Baseball-Reference.com

| カンザスシティ・ロイヤルズ | カンザスシティ・ロイヤルズ | カンザスシティ・ロイヤルズ | カンザスシティ・ロイヤルズ | カンザスシティ・ロイヤルズ                                                                                             | ニューヨーク・ヤンキース | ニューヨーク・ヤンキース | ニューヨーク・ヤンキース | ニューヨーク・ヤンキース | ニューヨーク・ヤンキース                                                                                          |
| -------------------------- | -------------------------- | -------------------------- | -------------------------- | --- | ------------------------ | ------------------------ | ------------------------ | ------------------------ | --- |
| 打順                       | 守備                       | 選手                       | 打席                       | D・レナードD・ポーターJ・ワーザンF・ホワイトG・ブレットF・パテックW・ウィルソンA・オーティスA・コーウェンズH・マクレー | 打順                     | 守備                     | 選手                     | 打席                     | R・ギドリーT・マンソンC・チャン · ブリスB・ドイルG・ネトルズB・デントR・ホワイトM・リバースL・ピネラR・ジャクソン |
| 1                          | 三                         | G・ブレット                | 左                         | D・レナードD・ポーターJ・ワーザンF・ホワイトG・ブレットF・パテックW・ウィルソンA・オーティスA・コーウェンズH・マクレー | 1                        | 中                       | M・リバース              | 左                       | R・ギドリーT・マンソンC・チャン · ブリスB・ドイルG・ネトルズB・デントR・ホワイトM・リバースL・ピネラR・ジャクソン |
| 2                          | DH                         | H・マクレー                | 右                         | D・レナードD・ポーターJ・ワーザンF・ホワイトG・ブレットF・パテックW・ウィルソンA・オーティスA・コーウェンズH・マクレー | 2                        | 左                       | R・ホワイト              | 両                       | R・ギドリーT・マンソンC・チャン · ブリスB・ドイルG・ネトルズB・デントR・ホワイトM・リバースL・ピネラR・ジャクソン |
| 3                          | 中                         | A・オーティス              | 右                         | D・レナードD・ポーターJ・ワーザンF・ホワイトG・ブレットF・パテックW・ウィルソンA・オーティスA・コーウェンズH・マクレー | 3                        | 捕                       | T・マンソン              | 右                       | R・ギドリーT・マンソンC・チャン · ブリスB・ドイルG・ネトルズB・デントR・ホワイトM・リバースL・ピネラR・ジャクソン |
| 4                          | 右                         | A・コーウェンズ            | 右                         | D・レナードD・ポーターJ・ワーザンF・ホワイトG・ブレットF・パテックW・ウィルソンA・オーティスA・コーウェンズH・マクレー | 4                        | DH                       | R・ジャクソン            | 左                       | R・ギドリーT・マンソンC・チャン · ブリスB・ドイルG・ネトルズB・デントR・ホワイトM・リバースL・ピネラR・ジャクソン |
| 5                          | 捕                         | D・ポーター                | 左                         | D・レナードD・ポーターJ・ワーザンF・ホワイトG・ブレットF・パテックW・ウィルソンA・オーティスA・コーウェンズH・マクレー | 5                        | 右                       | L・ピネラ                | 右                       | R・ギドリーT・マンソンC・チャン · ブリスB・ドイルG・ネトルズB・デントR・ホワイトM・リバースL・ピネラR・ジャクソン |
| 6                          | 一                         | J・ワーザン                | 右                         | D・レナードD・ポーターJ・ワーザンF・ホワイトG・ブレットF・パテックW・ウィルソンA・オーティスA・コーウェンズH・マクレー | 6                        | 三                       | G・ネトルズ              | 左                       | R・ギドリーT・マンソンC・チャン · ブリスB・ドイルG・ネトルズB・デントR・ホワイトM・リバースL・ピネラR・ジャクソン |
| 7                          | 二                         | F・ホワイト                | 右                         | D・レナードD・ポーターJ・ワーザンF・ホワイトG・ブレットF・パテックW・ウィルソンA・オーティスA・コーウェンズH・マクレー | 7                        | 一                       | C・チャンブリス          | 左                       | R・ギドリーT・マンソンC・チャン · ブリスB・ドイルG・ネトルズB・デントR・ホワイトM・リバースL・ピネラR・ジャクソン |
| 8                          | 遊                         | F・パテック                | 右                         | D・レナードD・ポーターJ・ワーザンF・ホワイトG・ブレットF・パテックW・ウィルソンA・オーティスA・コーウェンズH・マクレー | 8                        | 二                       | B・ドイル                | 左                       | R・ギドリーT・マンソンC・チャン · ブリスB・ドイルG・ネトルズB・デントR・ホワイトM・リバースL・ピネラR・ジャクソン |
| 9                          | 左                         | W・ウィルソン              | 両                         | D・レナードD・ポーターJ・ワーザンF・ホワイトG・ブレットF・パテックW・ウィルソンA・オーティスA・コーウェンズH・マクレー | 9                        | 遊                       | B・デント                | 右                       | R・ギドリーT・マンソンC・チャン · ブリスB・ドイルG・ネトルズB・デントR・ホワイトM・リバースL・ピネラR・ジャクソン |
| 先発投手                   | 先発投手                   | 先発投手                   | 投球                       | D・レナードD・ポーターJ・ワーザンF・ホワイトG・ブレットF・パテックW・ウィルソンA・オーティスA・コーウェンズH・マクレー | 先発投手                 | 先発投手                 | 先発投手                 | 投球                     | R・ギドリーT・マンソンC・チャン · ブリスB・ドイルG・ネトルズB・デントR・ホワイトM・リバースL・ピネラR・ジャクソン |
| D・レナード                | D・レナード                | D・レナード                | 右                         | D・レナードD・ポーターJ・ワーザンF・ホワイトG・ブレットF・パテックW・ウィルソンA・オーティスA・コーウェンズH・マクレー | R・ギドリー              | R・ギドリー              | R・ギドリー              | 左                       | R・ギドリーT・マンソンC・チャン · ブリスB・ドイルG・ネトルズB・デントR・ホワイトM・リバースL・ピネラR・ジャクソン |

ロイヤルズは初回表、先頭打者ジョージ・ブレットが三塁打で出塁し、次打者ハル・マクレーの中前適時打で先制点を奪う。ヤンキースは2回裏、先頭打者グレイグ・ネトルズの本塁打で同点に追いつく。3回から5回にかけての3イニングは両チームの先発投手、ヤンキースのロン・ギドリーとロイヤルズのデニス・レナードがともに無失点とする。6回裏、ヤンキースが2番ロイ・ホワイトのソロ本塁打で1点を勝ち越した。その後もギドリーとレナードの投げ合いが続いた。9回表、ロイヤルズの先頭打者エイモス・オーティスが二塁打で出塁したところで、ヤンキースはギドリーからリッチ・ゴセージへ継投する。ゴセージはオーティスを進塁させないまま二死を取ると、最後は代打ピート・ラコックを左飛に打ち取って試合を締め、ヤンキースがリーグ3連覇を果たした。